# Elk Entertainment
Elk Entertainment är ett oberoende svenskt mediebolag som utvecklar och producerar innehåll för alla plattformar. Sedan starten har Elk levererat ett tjugotal produktioner till svenska tv-kanaler. Företaget har 19 fast anställda och omsätter ca 135 miljoner kronor. 
Elk Entertainment består av TV-produktionsbolaget Elk Production och Elk Format, som utvecklar och distribuerar TV-format. 
Program som Elk producerar är, bland andra, Ett jobb för Berg, Dessertmästarna, Ninja Warrior Sverige och Berg & Meltzer för Kanal 5, Parneviks och Den största dagen för TV3, En kväll i New York för SVT, Päron i solen för Sjuan och En ska bort för TV4.
Elk Format distribuerar även format åt andra produktionsbolag, bland andra En clown till kaffet och Inte OK för FLX.
Elk Entertainment delägs av Foundation Asset Management (FAM).